# رود ایچرا
رود ایچرا (انگلیسی: Ichera) یک رودخانه در استان ایرکوتسک کشور روسیه است.